# 靖安民
靖安民（？—1220年），金朝德興府永興縣人，河北九公之一。
貞祐初年充任地方義軍，歷任謀克、千戶、總領、萬戶、都統等武職，一直隸屬於苗道潤麾下。以功遙授定安縣令，遷涿州刺史，遙授順天軍節度使，充提控。興定元年（1217年），遙授安武軍節度使。興定二年（1218年），遷知德興府事、中都路總領招撫使。當年，苗道潤死，安民代領其眾，行省承制以涿州刺史李瘸驢代理中都路經略使。興定三年（1219年）金朝下詔李瘸驢自雄州、霸州以東為中都東路經略使，靖安民自易州以西為中都西路經略使，西山義軍屯壘諸招撫皆隸屬靖安民。
靖安民因苗道潤之死，與西京路經略使劉鐸關係惡劣，互相上書彈劾抨擊對方，朝廷討論後決定對靖安民讓步，解職召回劉鐸。
興定四年（1220年）二月，金宣宗置封九名地方武裝首領為公爵對抗蒙古，並稱「九公」。九公皆兼宣撫使，階銀青榮祿大夫，賜號「宣力忠臣」，總帥本路兵馬，署置官吏，征斂賦稅，賞罰號令得以便宜行之，靖安民以中都西路經略使受封易水公。十月，靖安民出兵至礬山，復取簷車寨。十一月，蒙古大軍包圍靖安民山寨，守寨提控馬豹等以安民妻子及老弱出降，安民軍中聞之駭亂，眾議欲投降以保妻子，靖安民及經歷官郝端不肯從，遂為投降部屬殺害，詔贈金紫光祿大夫。

## 延伸阅读
[在维基数据编辑]
 《金史·卷118》，出自脱脱《遼史》